# Cartea orestias
Cartea orestias är en fjärilsart som beskrevs av Felder 1862. Cartea orestias ingår i släktet Cartea och familjen Riodinidae. Inga underarter finns listade i Catalogue of Life.